# Jeff Porcaro
Jeffrey Thomas „Jeff“ Porcaro (* 1. April 1954 in Hartford, Connecticut; † 5. August 1992 in Hollywood, Kalifornien) war ein US-amerikanischer Schlagzeuger und Gründungsmitglied der kalifornischen Rock-Gruppe Toto. Porcaro gilt im Rock und Pop noch heute als einer der einflussreichsten Schlagzeuger. Der Rolling Stone listete Porcaro 2016 auf Rang 37 der 100 größten Schlagzeuger aller Zeiten. Porcaro war einer der angesehensten und vielseitigsten Studio-Schlagzeuger für Rock und Pop-Musik von den 70ern bis in die frühen 90er Jahre. Der Sound des Mainstream-Pop/Rock-Drumming in den 1980er Jahren war zum großen Teil der Sound von Jeff Porcaro.

## Leben und Karriere
Seine Arbeit als Studiodrummer in Los Angeles war so begehrt, dass er bereits als knapp 20-jähriger mit Sonny & Cher auf Tournee ging. 1977 gründete er mit den ehemaligen Highschool-Freunden Steve Lukather und David Hungate, seinem Bruder Steve Porcaro sowie dem befreundeten Studiomusiker David Paich die Band Toto. Durch deren Erfolg und seine anhaltende Session-Arbeit wurde Jeff Porcaro einem größeren Publikum bekannt.
Porcaro spielte als Studiomusiker unter anderem auf Alben wie The Wall von Pink Floyd (Track: Mother) und für Künstler wie Leo Sayer (When I need you), Michael Jackson (Beat It, Heal the World), Frank Sinatra, Paul McCartney (Silly love songs), Rod Stewart (Motown song), Madonna (Cherish, Hanky Panky), Joe Cocker (Civilized Man), Lionel Richie (Running with the night), Eric Clapton (Forever man), Elton John (Blue Eyes), Cher (Shoop shoop song), Dire Straits (On Every Street), Steely Dan, David Gilmour, Roger Waters (Amused to Death), Bruce Springsteen (Human Touch), Al Jarreau, Barbra Streisand, Richard Marx oder Tommy Denander.
Seine Vorbilder waren Jim Keltner und Jim Gordon; musikalische Anleihen bezog er zudem von Bernard Purdie und John Bonham (Led Zeppelin). 1982 spielte Porcaro den Halftime-Shuffle-Groove Rosanna auf dem Album Toto IV – ein Groove, der zu den markantesten und diffizilsten des Rock-Drummings zählt.
1992, nach Beendigung der Aufnahmen zum Toto-Album Kingdom of Desire, nahm Porcaro im Sommer kurz vor der bevorstehenden Welttournee der Band eine Auszeit.

## Tod
Am 5. August 1992 verstarb Jeff Porcaro unerwartet mit 38 Jahren. Steve Lukather, der Gitarrist von Toto, erinnert sich in seinen im September 2018 erschienenen Memoiren „The Gospel According To Luke“ an diesen Tag: „Das letzte Mal, als ich mit Jeff sprach, war an dem Tag, an dem er starb. Er rief mich an und lud mich zu einem Barbecue am selben Abend ein. Wir besprachen, wie die Setlist für die kommende ‚Kingdom of Desire‘-Tour aussehen sollte. Jeff verabschiedete sich; er wollte noch den Garten aufräumen und das Barbecue vorbereiten. Die letzten Worte, die ich zu ihm sagte, waren ‚Love you, bro.‘ Um 18:30 Uhr bekam ich einen Anruf von dem Bassisten Abe Laboriel Sr. Er war gerade in einer Aufnahmesession mit Jeffs Vater Joe Porcaro gewesen, als dieser einen Anruf erhielt, dass Jeff womöglich einen Krampfanfall erlitten habe. (…) Ich geriet in Panik und raste zum Westlake Hospital, wo sich Jeffs Familie versammelt hatte. Ich brauchte auf dem Freeway über eine halbe Stunde und verfuhr mich zudem. Als ich am Westlake ankam, empfing mich Jake, ein Nachbar von Jeff, der dort zufällig in der Notaufnahme als Arzt arbeitete. Ich schrie ‚Jake, wo ist Jeff, ist er ok?‘ Aber er schüttelte den Kopf. ‚Jeff ist von uns gegangen. Er ist gestorben.‘ Alles um mich herum verlor sich (…). Ich schrie, als ob ich den Teufel gesehen hätte. Eine Schwester hielt mir Riechsalz unter die Nase. (…) Jeff hatte kurz zuvor ein Pestizid im Garten versprüht, und wie ich ihn kenne, ohne Schutzmaske und Handschuhe und vermutlich mit einer Zigarette. Das giftige Aerosol muss in sein Blutsystem übergetreten sein. Er nahm eine heiße Dusche, und als er herauskam, fiel er vor seiner Frau Susan und den drei Kindern Miles, Nico und Christopher zu Boden. Wie ich erst später erfuhr, war er zu dem Zeitpunkt schon tot, seine Familie hoffte im Hospital wohl auf ein Wunder. Man hatte verzweifelt versucht, Jeff wiederzubeleben. (…) Sein Tod machte einfach keinen Sinn für mich damals, er war nicht einen Tag krank in seinem Leben; aber ich tröste mich mit dem Gedanken, dass sein Wirken so außergewöhnlich und einzigartig war, dass er kein langes Leben brauchte. (…) Jeff war nicht einfach ein Drummer, er war eine lebende Legende, ein Jahrhunderttalent, der Hunderte von Karrieren anderer Künstler ermöglichte und an dem noch heute Drummer ihre Fähigkeiten messen.“
Eine anschließende Autopsie ergab, dass der Schlagzeuger unter einer Verhärtung der Arterien gelitten hatte. Als Todesursache wurde der Verschluss der Herzkranzgefäße angegeben. Vermutet wurde zunächst, dass ein (früherer) Kokainkonsum ursächlich für die Arterienverkalkung und den Verschluss der Herzvene gewesen sei. Das Blutuntersuchungsergebnis wurde von Freunden und Familienmitgliedern jedoch angezweifelt, da sich der Musiker damals schon längere Zeit von jeglichen Drogen losgesagt hatte.
Am 10. August 1992 wurde Jeff Porcaro im Forest Lawn Memorial Park in den Hollywood Hills unter der Anteilnahme von 1500 Trauergästen beigesetzt. Anwesend waren Eddie Van Halen, Madonna, Don Henley und viele andere namhafte Künstler, für die Porcaro gearbeitet hatte. Sein Grab mit der Nummer 109 befindet sich auf der Lincoln Terrace.

## Sonstiges
Porcaros Name wird in den Credits des meistverkauften Musikalbums sowie des meistverkauften Doppelalbums der Musikgeschichte geführt. Auf dem Doppelalbum The Wall von Pink Floyd spielte er den 5/4 bzw. 9/8 Rhythmus von Mother. Auf Thriller spielte er den Song Beat It ein. Auch für das kommerziell äußerst erfolgreiche Album Dangerous, Michael Jacksons Album von 1991, wurde er angefragt. Porcaro nahm am 11. März 1991 in den Record Plant Studios den Welthit Heal the World auf. Michael Jackson widmet im Booklet seines Best-Of Albums "HIStory: Past, Present and Future, Book I." von 1995 dem Schlagzeuger eine Zeile des Gedenkens. (Text: "Jeff Porcaro ... we miss you!"). 
Richard Marx widmete Jeff Porcaro den Song "One Man" aus dem 1993er Album "Paid Vacation". Im Booklet heißt es dazu:  "To me, there was no better Drummer than Jeff Porcaro. Our loss is heavens gain." Besondere Bedeutung kommt diesem Song zudem zu, da er als der letzte von Porcaro je aufgezeichnete Song gilt. Er wurde am 7. Juli 1992, weniger als vier Wochen vor seinem Tod, in den A&M Studios, Los Angeles aufgezeichnet.
Es heißt, Bruce Springsteen hätte Porcaro eine Million Dollar geboten, wenn er mit ihm auf Tournee gegangen wäre. Er soll das Angebot aber abgelehnt haben, da er lieber mit Toto touren wollte. Einen Tag, nachdem Porcaro gestorben war, widmete Springsteen dem verstorbenen Drummer den Song Human Touch.

## Diskografie

### Alben mit Toto
- 1978: Toto
- 1979: Hydra
- 1980: Turn Back
- 1982: Toto IV
- 1984: Dune OST, auch in Der Wüstenplanet
- 1984: Isolation
- 1986: Fahrenheit
- 1988: The Seventh One
- 1990: Past to Present
- 1992: Kingdom of Desire
- 1998: Toto XX
- 2018: Greatest Hits: 40 Trips around the Sun
- 2019: Old is New

### Alben anderer Künstler (Auszug)
- 1973: Bittersweet White Light (Cher), Diamond Girl (Seals & Crofts)
- 1974: Pretzel Logic (Steely Dan), Live in Las Vegas Vol. 2 (Sonny & Cher)
- 1975: Katy Lied (Steely Dan)
- 1977: Baby It’s Me (Diana Ross)
- 1978: Wild Child (Valerie Carter), Energy (Pointer Sisters), Songbird (Barbra Streisand), Excitable Boy (Warren Zevon)
- 1979: The Wall (Pink Floyd), Earmeal (Janne Schaffer)
- 1980: 24 Carrots (Al Stewart)
- 1980: Gaucho (Steely Dan)
- 1981: Secret Combination (Randy Crawford), Living Eyes (Bee Gees)
- 1982: Thriller (Michael Jackson), I Can't Stand Still (Don Henley), Jump Up (Elton John), The Nightfly (Donald Fagen), One From the Heart (Tom Waits), Sleepwalk (Larry Carlton)
- 1983: Jarreau (Al Jarreau), Hearts and Bones (Paul Simon), Can’t Slow Down (Lionel Richie)
- 1984: Civilized Man (Joe Cocker), Give My Regards to Broad Street (Paul McCartney), 17 (Chicago)
- 1984: About Face (David Gilmour)
- 1985: Behind the Sun (Eric Clapton)
- 1987: Hai Hai (Roger Hodgson)
- 1989: Like A Prayer (Madonna), The Works (Nik Kershaw), Lukather (Steve Lukather), Los Lobotomys Live (Los Lobotomys)
- 1990: I’m Breathless (Madonna), Laura Branigan (Laura Branigan), Love Hurts (Cher)
- 1991: Dangerous (Michael Jackson), Rush Street (Richard Marx), Vagabond Heart (Rod Stewart)
- 1991: On Every Street (Dire Straits)
- 1992: Human Touch (Bruce Springsteen)
- 1993: Paid Vacation (Richard Marx)
- 1996: Louder Than Words (Lionel Richie)
- 2001: Ceremony of Innocence (Radioactive)

### Video (VHS/DVD)
- 2000: Star Licks Master Sessions (Schlagzeug-Lehrvideo), VHS
- 2002: Greatest Hits Live (In Concert at Le Zenith, Paris, 19. Oktober 1990), DVD
- 2016: Toto – Live at Montreux 1991 (In Concert at Montreux Jazz Festival, Montreux 1991), DVD, Blu-Ray